# Chinchinim
Chinchinim är en ort i Indien.   Den ligger i distriktet South Goa och delstaten Goa, i den sydvästra delen av landet, 1 500 km söder om huvudstaden New Delhi. Chinchinim ligger 14 meter över havet och antalet invånare är 7 355.
Terrängen runt Chinchinim är huvudsakligen platt, men österut är den kuperad. Havet är nära Chinchinim västerut. Runt Chinchinim är det ganska tätbefolkat, med 160 invånare per kvadratkilometer. Närmaste större samhälle är Madgaon, 7,0 km norr om Chinchinim. I omgivningarna runt Chinchinim växer huvudsakligen savannskog.